# Dangerous Goods Management
DGM (Dangerous Goods Management) es una empresa multinacional de matriz holandesa de reconocido prestigio en el ámbito del asesoramiento y la formación en mercancías peligrosas y productos químicos. Actualmente cuenta con presencia en más de 50 unidades de negocio en los 5 continentes.
Cuando DGM se especializa en el desarrollo de soluciones a medida para una gran diversidad de sectores e industrias: logístico, químico, petróleo y gas, energía, transitarios, operadores de transporte por carretera, mar, ferrocarril y aéreo.
Las actividades desarrolladas por DGM se fundamentan en estándares internacionales de Seguridad y Calidad tales como:
- Normativa de Mercancías Peligrosas por vía aérea ICAO/IATA-DGR
- Normativa de Mercancías Peligrosas por vía marítima IMO-IMDG
- Normativa de Mercancías Peligrosas por carretera 49 CFR y ADR
- Normativa de Mercancías Peligrosas por ferrocarril RID
- Normativa de Mercancías Peligrosas por vías navegables ADN
- Normas relacionadas con estándares de Calidad ISO 9001 y Seguridad y Salud OHSAS 18001
- Reglamentaciones de productos químicos REACH y CLP.
- Normativas de transporte y almacenamiento de residuos peligrosos

## Historia

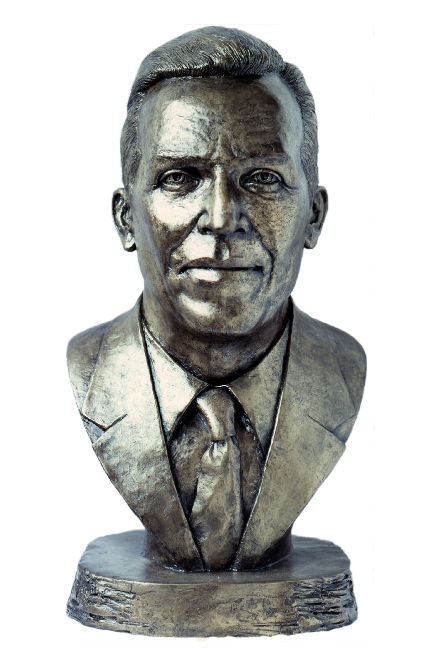
Busto de Frank Pétillon, fundador de DGM, realizado luego de su muerte.

En 1986, Frank Petillon, un especialista en el transporte de mercancías peligrosas y director de la empresa transitaría Air Cargo Express (ACE), concibió un servicio de soporte para todos sus clientes que necesitaban dar cumplimiento a las distintas exigencias asociadas a la logística de las mercancías peligrosas y su manejo, siempre sujeta a regulaciones complejas y de difícil interpretación.
Tras el éxito obtenido y viendo una oportunidad de ofrecer su experiencia profesional para la industria en general, Frank Petillon decide dotar al proyecto de una entidad propia y, lo que había acabado siendo una división dentro de ACE, fue la base fundacional de Dangerous Goods Management, es decir, una nueva empresa especializada en gestión de mercancías peligrosas, abriendo su primera oficina en Países Bajos en 1987.
En 1988, DGM junto con la Autoridad Civil de Aviación Holandesa (Dutch CAA) y la industria, encontraron el marco legal para provisionar legalmente las expediciones de mercancías peligrosas para su transporte aéreo y fue creada la licencia "E". DGM fue la primera empresa en obtener esta licencia especial certificada por el Ministerio de Transporte y Obras Públicas,  que le facultaba a actuar en representación del expedidor (remitente real), asumiendo todas las responsabilidades legal correspondientes.
Desde entonces y hasta la actualidad, DGM ha ido incrementando su cartera de servicios relacionados con la consultoría, las operaciones, la formación y la distribución de soluciones para la logística de mercancías peligrosas, químicos y residuos; y gracias a su gran implantación a nivel internacional se ha convertido en el único grupo empresarial de referencia internacional, con presencia en los 5 continentes, y reconocido por la mayoría de organismos, entes y autoridades nacionales e internacionales del sector.

## Reconocimientos

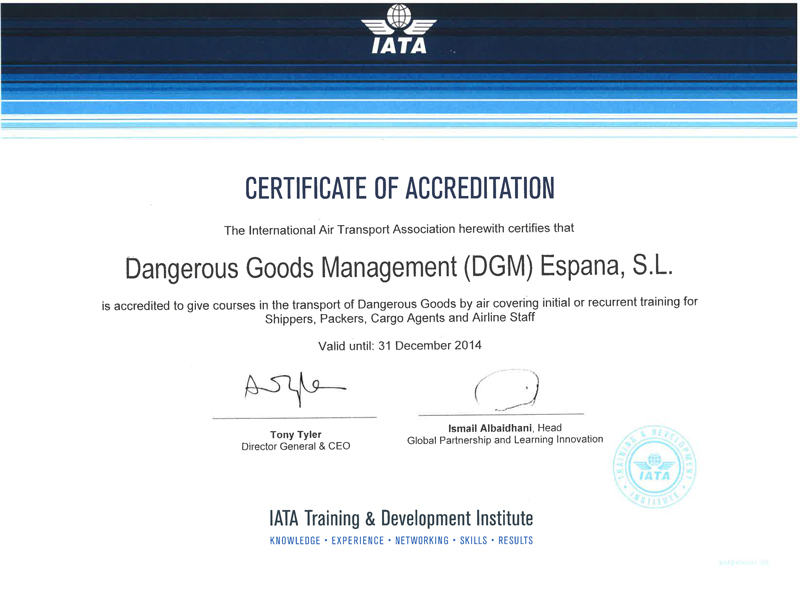
2014 Worlwide Top Performing ATS

DGM es reconocida por organismos nacionales (en los países donde se encuentra) e internacionales. Los más importantes son:
- ICAO (International Civil Aviation Organization)
- IATA  (International Air Transport Association) como Strategic Partner.[2][3]
- WCA Dangerous Goods (World Cargo Alliance)
- FIATA (International Federation of Freight Forwarders Associations)

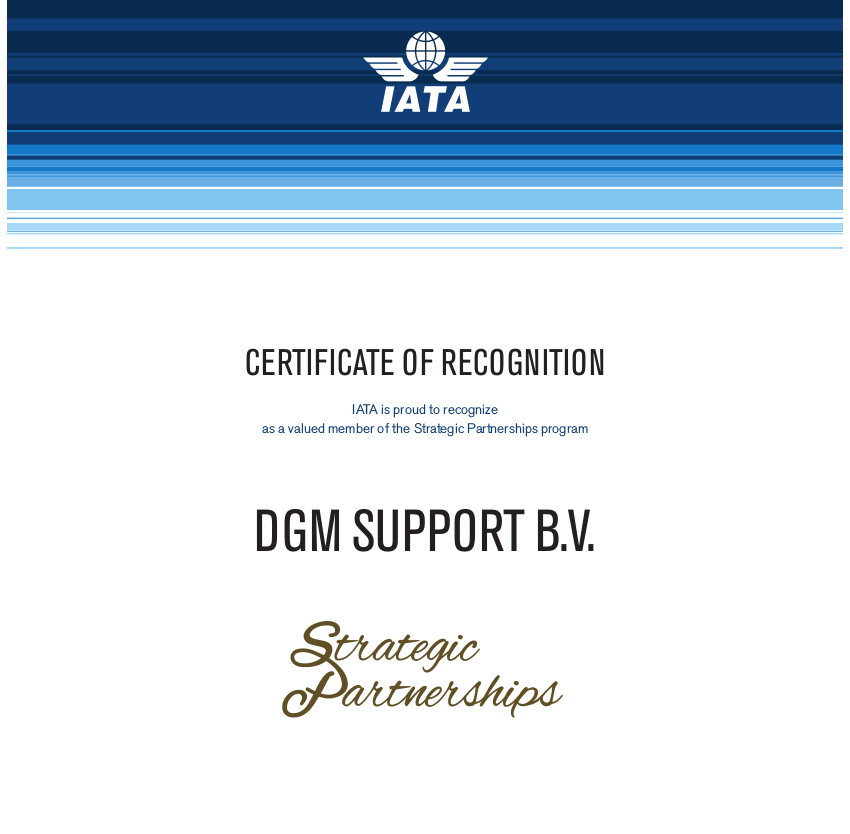
20 Years Partner